# Струсівський монастир
Монастир святого Миколая в Струсові (ЧСВВ) — монастир Української греко-католицької церкви в с. Струсів.

## Історія
Монастир у Струсові був заснований на зламі XVI–XVII століть. Двоє ченців висікли в скелі на лівому березі річки Серет печерний монастир і церкву на честь святого Миколая. Є припущення, що у 1600 році, коли містом володів Миколай Струсь, монастир було добудовано або оновлено. Його обвели оборонним муром із бійницями, перетворивши на потужний укріплений об'єкт[джерело?].
Після козацьких війн та періоду Руїни монастир занепав, а під час турецько-татарських набігів його зруйнували. У 1767 році київський воєвода Францішек Салезій Потоцький виділив кошти на відновлення монастиря і церкви для отців-василіян. 17 серпня 1771 року він підписав акт фундації, за яким виділив місце для монастиря на дванадцять ченців, церкву, фільварок, інші будівлі та 60 тисяч золотих на будівництво.
У грудні 1772 року чеський архітектор Йоган Каспер Зельнер завершив проєкт нового монастиря, а за два роки на місці старого печерного храму збудували новий бароковий монастир із церквою святого Миколая.
Однак у 1787 році згідно з декретом австрійського уряду, відомим як «Йосифінська касата», монастир ліквідували. Ченців перевели до монастирів в Улашківцях і Бучачі, а майно продали за 31 750 флоринів. Церкву передали римо-католицькій громаді під костел, який згорів у 1891 році.
Монастирська церква майже століття стояла пусткою. У 1993 році Тернопільська обласна державна адміністрація повернула її законному власнику — отцям-василіянам. Відновленням монастирського життя та парафіяльної діяльності зайнявся ігумен Бучацького монастиря о. Іван Майкович, який залучив архітекторів «Укрзахідпроектреставрації» під керівництвом Миколи Гайди. Завдяки зусиллям Бучацького монастиря та парафіян церкву повністю відбудували, відновили давній печерний храм та завершили роботу над іконостасом. Монастир має єпархіальне право.
На території парафії освячено хрест, де планується збудувати каплицю блаженних Миколи Кондрата та Миколи Цигельського. Також на парафії діють спільноти «Матері в молитві» та братство «Апостольство молитви», проводяться дитячі табори «Веселі канікули з Богом» і діє парафіяльний хор. У церкві зроблено ремонт та придбано новий дзвін.

## Настоятелі
- ігумен о. Епіфаній Лахоцький,
- о. Іван Дамаскин Стахнякевич (1773/74),
- Онуфрій Крижановський (1775/76),
- о. Венедикт Площанський (1776),
- о. Іван Майкович, ЧСВВ (1993—?)
- о. Симеон Чмола,
- о. Тадей Мисюк,
- о. Теодор Нагорняк, ЧСВВ (з ?).